# Anna Udvardy
Anna Udvardy (anhörenⓘ; * 1949 in Ungarn; † 23. Mai 2019) war eine ungarische Filmproduzentin.

## Karriere
Udvardy wurde in Ungarn geboren und war ab den 1970er Jahren als Produktionsmanagerin der Firma MAFILM tätig. In dieser Zeit wirkte sie bei mehreren Dokumentarkurzfilmen mit. Seit 2007 war sie zudem als Filmproduzentin tätig und erhielt für ihre Beteiligung an dem Werk Mindenki bei der Oscarverleihung 2017 gemeinsam mit Kristóf Deák einen Oscar in der Kategorie „Bester Kurzfilm“.

## Filmografie (Auswahl)
Kurzfilme
- 2007: Eszter
- 2010: Epilogue
- 2012: Mélylevegö
- 2016: Mindenki (internationaler Titel Sing)